# Erigonoplus sibiricus
Erigonoplus sibiricus är en spindelart som beskrevs av Kirill Yeskov och Yuri M. Marusik 1997. Erigonoplus sibiricus ingår i släktet Erigonoplus och familjen täckvävarspindlar. Inga underarter finns listade i Catalogue of Life.